# Roberto Viola (Beamter)
Roberto Viola (* 1960 oder 1961 in Rom) ist ein italienischer Beamter der Europäischen Union und seit 2015 Generaldirektor der Generaldirektion Kommunikationsnetze, Inhalte und Technologien (DG CONNECT) der Europäischen Kommission.

## Biografie
Roberto Viola absolvierte von 1978 bis 1983 an der Universität La Sapienza in Rom ein Studium als Elektronikingenieur und erwarb von 1993 bis 1996 einen Master in Business Administration an der Business School der Open University in Milton Keynes.
Von 1985 bis 1999 war er bei der Europäischen Weltraumorganisation beschäftigt, dann bei der italienischen Regulierungsbehörde AGCOM, zunächst bis 2005 als Abteilungsleiter, dann bis 2012 als ihr Generaldirektor. Anschließend wechselte er zu DG CONNECT und amtierte hier bis 2015 als stellvertretender Generaldirektor. Seit 2015 leitet er die Behörde.